# California Memorial Stadium
El California Memorial Stadium es un estadio de fútbol americano de 73 347 plazas situado en el campus de la Universidad de California en Berkeley. El equipo de fútbol americano universitario de California Golden Bears juega de titular en este recinto inaugurado en 1923. Estas instalaciones son  propiedad de la Universidad de California en Berkeley.

## Historia
El proyecto de erección de este recinto data de octubre de 1921. Esta fase rinde homenaje a los que cayeron en el campo de honor en la Primera Guerra Mundial. En un mes, se recogieron más de un millón de dólares gracias a donativos. El coste laboral se elevó finalmente a 1 437 982 dólares y el estadio se inauguró en 1923. Tradicionalmente, en el gran partido anual frente al Stanford Cardinal, la colina que se encuentra al este del estadio se llena de espectadores. Este otero se llama " Tightwad Hill".

## Característico

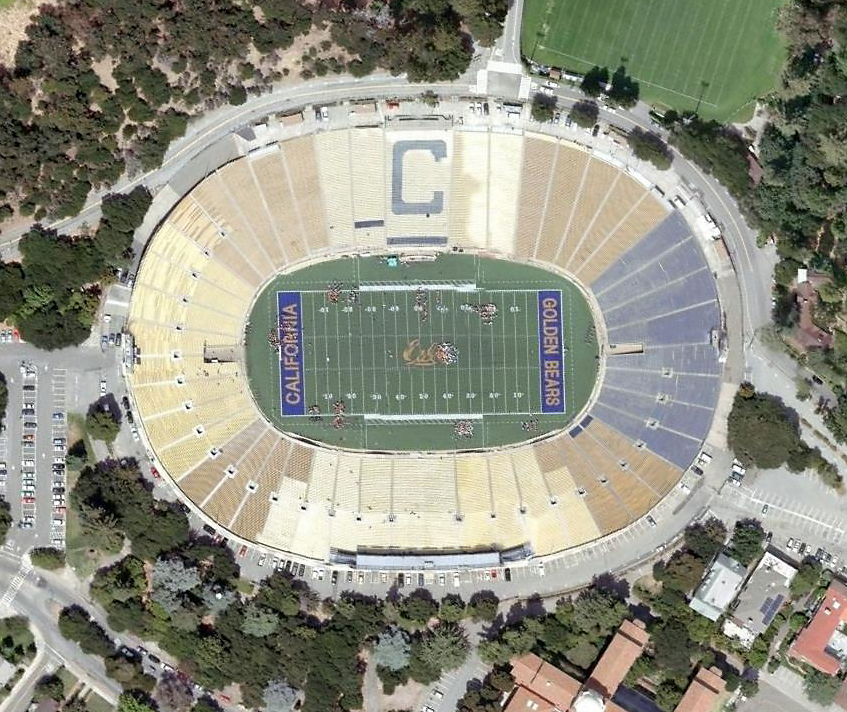
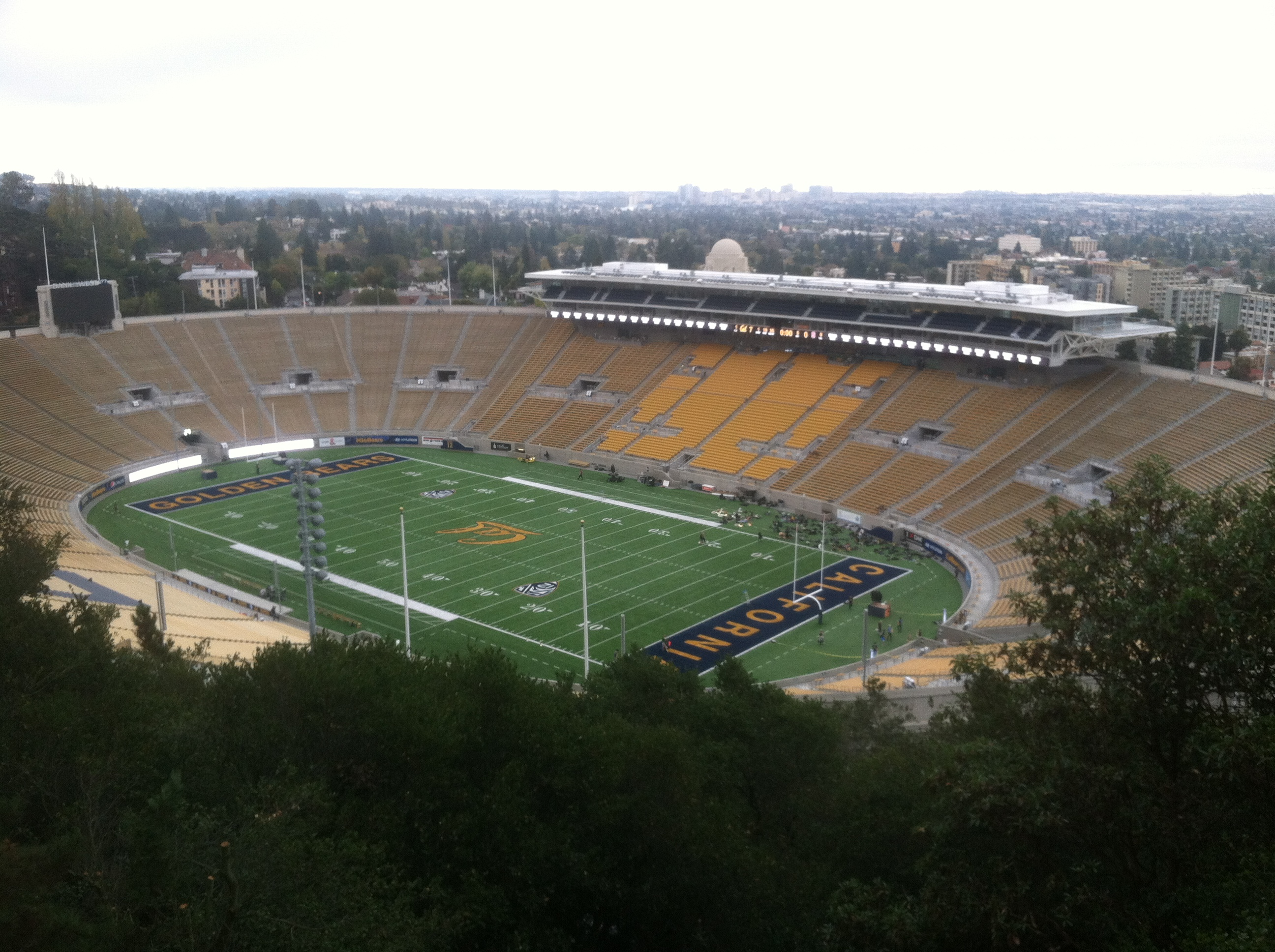
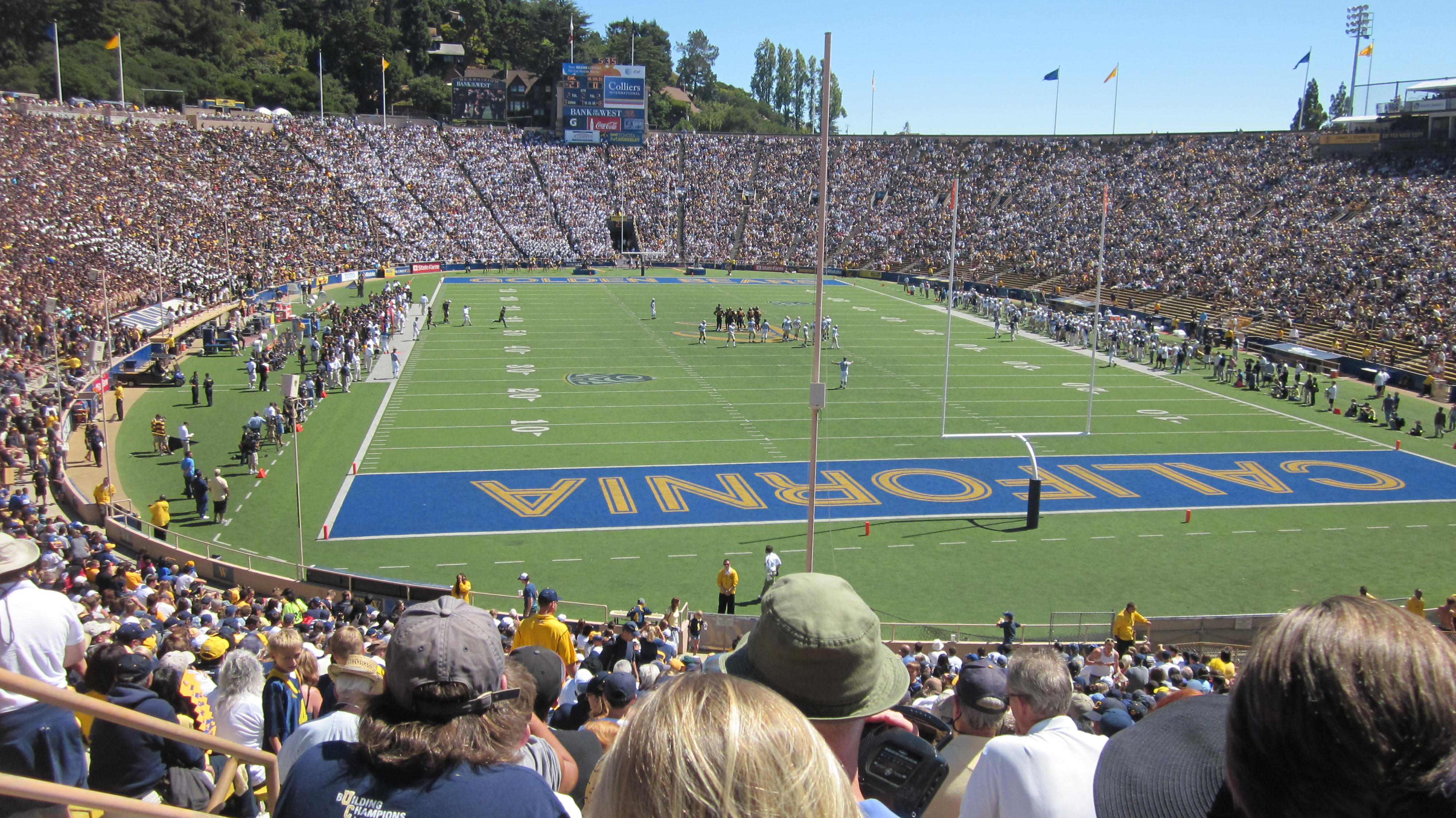

La capacidad del estadio fue en un principio de 80 000 plazas, pero a raíz de trabajos realizados en 2001, se redujo a 73 347. La marca récord de afluencia se sitúa en 83 000 espectadores para un partido en el que se enfrentaban Cal, al equipo de la Navy y 21 partidos sobrepasaron los 80 000 espectadores. De 1981 a 1994 y después desde el 2003, el terreno está equipado de una superficie artificial. 